# Scoutman
Scoutman aka Pain (ＰＡＩＮ／ペイン) és una pel·lícula japonesa de 2000 escrita i dirigida per Masato Ishioka.

## Argument
Atsushi, de vint anys, i la seva xicota Mari, de disset anys, arriben a Tòquio des dels suburbis amb plans de casar-se malgrat les objeccions dels seus pares, però aviat es veuen atrapats a la part fosca de la ciutat. L'Atsushi coneix la Miki, una actriu de vídeos per a adults que s'esvaeix, i el veterà Yoshiya l'introdueix en l'ocupació de "scoutman", uns reclutadors que recorren els carrers intentant convèncer les noies joves perquè s'uneixin a la indústria audiovisual. Mentrestant, la Mari, buscant feina, es troba amb Kana, que l'inicia en el negoci de vendre entrades per a festes de swingers. La jove parella continua endinsant-se en les seduccions de la indústria del sexe de Tòquio i allunyant-se l'una de l'altra.

## Repartiment
- Miku Matsumoto com a Mari
- Hideo Nakaizumi com a Atsushi
- Yuka Fujimoto com a Kana
- Akihito Yoshiie com a Yoshiya
- Yuri Komuro com a Miki
- Shirō Shimomoto com a Sugishita
- Kei Morikawa com a director

## Producció
El director Masato Ishioka va aprendre el seu ofici treballant com a assistent de direcció a la indústria del vídeo per adults (AV) amb Tadashi Yoyogi a Athena Eizou durant alguns anys. Altres veterans de la indústria per a adults a la pel·lícula inclouen l'antiga estrella AV Yuri Komuro, interpretant el paper de Miki, així com actrius. Fuka Sakurai (桜井風花
) i Yuna Miyazawa (宮澤ゆうな
), i el director d’AV Kei Morikawa en petits papers.

## Estrena
La pel·lícula va fer la ronda dels festivals internacionals de cinema, apareixent al Festival Internacional de Cinema de Venècia el 6 de setembre de 2000, al Festival Internacional de Cinema de Toronto el 14 de setembre de 2000, al Festival Internacional de Cinema de Hong Kong el 8 d'abril de 2001 i al Festival Internacional de Cinema de Singapur el 21 d'abril de 2001. La pel·lícula va fer el seu debut teatral al Japó com a ＰＡＩＮ／ペイン
```
el 27 d'octubre de 2001, al 
Nakano
 Musashino Hall,
[
7
]
 conegut per mostrar nous cineastes japonesos.
[
8
]
 El 22 de novembre de 2002 es va estrenar un DVD de a Regió 2 de 
ＰＡＩＮ／ペイン
```

i també es va produir una versió de totes les regions (com a Scout Man).

## Recepció

### Crítica
La pel·lícula va ser generalment ben rebuda per la crítica, Mark Schilling al Japan Times Online li dona quatre estrelles i elogia la seva representació realista de la indústria del sexe del Japó mentre que Jasper Sharp l'anomena "potser les pel·lícules més honestes i realistes sobre la indústria del sexe dels últims anys".

### Premis
La pel·lícula va guanyar al director Ishioka el Premi al director novell del Sindicat de Directors del Japó el 2001. i el Premi Especial del Jurat de la Setmana dels Directors al Fantasporto.